# Kisiba
Kisiba ist ein Verwaltungsbezirk (Ward) des Distrikts Rungwe in der tansanischen Region Mbeya.

## Geografie
Kisiba ist ein Bezirk im Südwesten von Tansania. Die Fläche des Bezirks beträgt 40,8 Quadratkilometer und bei der Volkszählung 2022 lebten hier 6122 Menschen in 1757 Haushalten.

## Gliederung
Der Bezirk besteht aus vier Gemeinden (Mtaa) mit 14 Orten (Kitongoji):
| Isabula - Ikomelo - Ikama - Isabula Juu - Isabula Chini - Iseselo | Busisya - Busisya - Busilya - Butumba | Mbaka - Landani - Mibula - Kibundugulu | Lwifwa - Lwifwa - Lugombo - Iseselo Juu |